# Anna Karenina (film 1927)
Anna Karenina (Love) è un film muto del 1927 diretto da Edmund Goulding.
Celeberrima versione muta del capolavoro Anna Karenina di Tolstoj, con Greta Garbo e John Gilbert, la coppia romantica di maggior successo e personalità del cinema muto. 
Il successo della pellicola fu tale che nel 1935 la stessa MGM ne fece un remake sonoro, sempre interpretato da Greta Garbo con Fredric March al posto di Gilbert. 

## Trama
Durante una bufera di neve una slitta con tre cavalli procede lungo la strada per San Pietroburgo, nella Russia zarista. Uno dei cavalli però cade a terra sfinito e il mezzo, nel quale siede come passeggera una donna velata, non può procedere oltre. Sopraggiunge un'altra slitta guidata dal capitano conte Alexej Vronsky, aiutante di campo del Granduca Michael, il quale offre un passaggio alla donna in difficoltà. Più avanti però la strada è bloccata e ambedue sono costretti a sostare per la notte in una locanda. Qui l'aitante ufficiale, colpito dalla bellezza della donna cerca di sedurla, ma viene respinto. 
La notte di Pasqua, a San Pietroburgo, durante la messa Vronsky rivede la bellissima donna incontrata tempo prima e ne apprende il nome: Anna Karenina. Le si avvicina e le chiede perdono per la sua impudenza. Al ricevimento che segue, a casa del senatore Karenin, Anna viene presentata ufficialmente a Vronsky come la moglie del padrone di casa. L'ufficiale chiede di nuovo perdono ad Anna che finalmente glielo concede. La donna inizialmente pensa ad Alexej come a un amico ma poi la noia e il sentirsi trascurata da un marito molto più anziano e molto occupato la inducono a rivedere Vronsky ad una battuta di caccia al lupo, e ad iniziare una relazione con lui. 

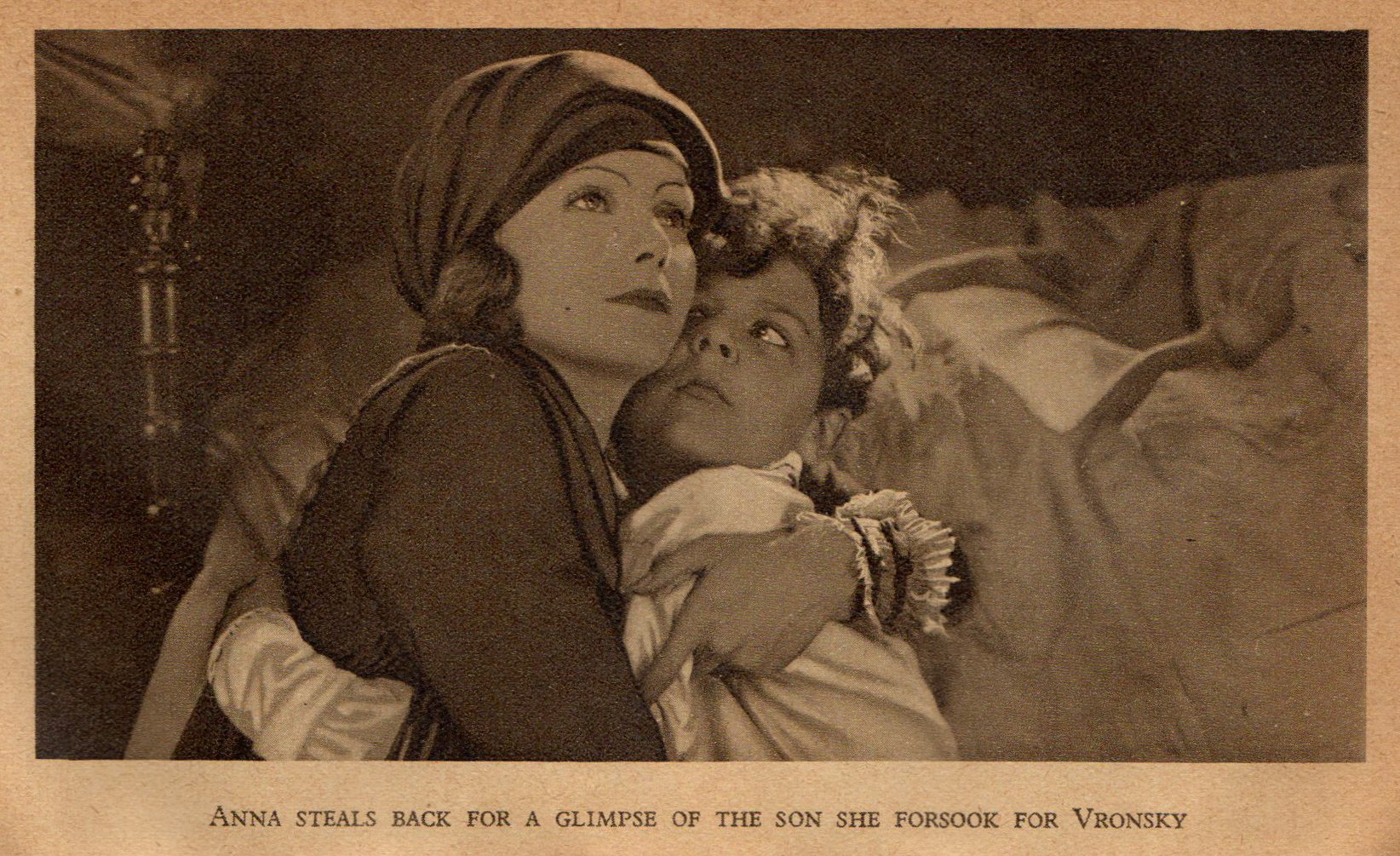
Anna (Greta Garbo) con il figlio "Serezha" (Philippe De Lacy) in una scena del film.

Anna ha un figlio piccolo, Serezha, che ama moltissimo, ma i turbamenti causati dalla passione per Vronsky cominciano ad influenzare il suo ruolo di buona madre. Dopo una corsa di cavalli la donna, che ha dimostrato pubblicamente un'eccessiva apprensione per l'incolumità del capitano vittima di una caduta, si reca nell'appartamento di quest'ultimo per sincerarsi delle sue condizioni. Questi comportamenti sono motivo di scandalo nell'ambiente altolocato dei Karenin,e così il marito di Anna, che sarebbe stato anche disposto ad accettare la relazione extraconiugale della moglie purché segreta, onde evitare pettegolezzi decide di allontanare la donna. 
Anna e Vronsky partono per un lungo viaggio in Italia, ma dopo qualche mese Anna inizia ad accusare la mancanza del figlio e così Vronsky, contrariato, accetta di riportarla in Russia dove Anna si reca subito a trovare il figlio, cui era stato detto che la mamma era morta. Anna gli porta dei regali per il suo compleanno ma l'incontro è breve poiché il padre del ragazzo è deciso a tenere la donna separata dal figlio. L'uomo le comunica inoltre che il Granduca ha intenzione di radiare con disonore Vronsky dal suo reggimento, ponendo fine così ad una lunga e onorevole tradizione familiare. 
Anna allora, comprendendo che questa è la cosa peggiore che potrebbe capitare al suo amato, si reca dal Granduca implorando pietà per il capitano e riesce a ottenerla promettendogli in cambio che lascerà San Pietroburgo e non rivedrà mai più Vronsky. Così, mentre Alexej è alla cena del reggimento alla quale il Granduca lo ha invitato per riabilitarlo, Anna lascia la città. 
Per tre anni Vronsky la cercherà invano, fino a quando un giorno legge su un giornale che il figlio di Anna è all'Accademia Militare di San Pietroburgo, e decide di andare a trovarlo. Da lui apprende che Karenin è morto e che Anna si reca da lui ogni giorno. Proprio in quel momento infatti arriva Anna.
Commossi, i due si abbracciano, finalmente liberi di amarsi.

## Produzione
Il film ebbe una produzione travagliata. Originariamente Anna Karenina prevedeva Lillian Gish nel ruolo di Anna, sotto la direzione di Dimitri Buchowetzki. Il partner maschile doveva essere lo stesso Gilbert, che con la Gish aveva portato con successo sullo schermo nel '26 l'adattamento cinematografico de La Bohème. Questo progetto iniziale fu accantonato e i protagonisti sostituiti dalla Garbo, in quel momento per la MGM meno onerosa della Gish, e con Norman Kerry nel ruolo di Vronsky. A riprese iniziate il rapporto fra Garbo e lo studio si complicò, giudicando la diva il proprio compenso non più in linea con la popolarità reale di cui godeva, in quei mesi in crescita esponenziale. A metà del 1927, dopo mesi di braccio di ferro, la MGM e Greta Garbo trovarono un accordo per un nuovo contratto che aumentava il compenso della diva a 5.000 dollari la settimana. A quel punto lo studio decise la sostituzione del protagonista, ingaggiando in un primo momento il più noto Ricardo Cortez, già partner della Garbo ne Il torrente, per poi definitivamente ricominciare le riprese con Gilbert nel ruolo di Vronsky. Il successo della precedente collaborazione tra John Gilbert e la diva in La carne e il diavolo e la loro notissima relazione al di fuori dello schermo convinse lo studio a scartare quanto fatto fino ad allora, compreso il girato precedente il cui costo ammontava a circa 200.000 dollari, e puntare forte su una nuova produzione, cambiando anche il titolo da Anna Karenina a Love. L'accattivante messaggio per il lancio del film sarebbe stato: John Gilbert e Greta Garbo in Love (innamorati). Allo stesso tempo Irving Thalberg, non soddisfatto di Buchowetzki ingaggiò Edmund Goulding per la direzione, il quale fu anche produttore. Anche il direttore della fotografia Merrit B. Gerstad fu rimpiazzato da William H. Daniels.
Come già per La tentatrice, furono girati due finali. La versione per il pubblico americano, che non conosceva molto bene la conclusione tragica del romanzo, fu dotata di un lieto fine mentre per il mercato europeo, presso il cui pubblico Tolstoj era più noto, rimase il finale con il suicidio di Anna. Questa versione alternativa è considerata perduta.
Il costo di produzione finale dell'opera fu di 488.000 dollari, molto al di sopra di una produzione media della MGM.
Anna Karenina (Love) debuttò con una première il 29 novembre 1927 e fu distribuito dal 2 gennaio del '28. Ne fu presentata in seguito una versione con musica (arrangiata da Ernst Luz) ed effetti sonori sincronizzati, che conteneva una canzone intitolata "That Melody Of Love", composta da Walter Donaldson e Howard Dietz. 

## Accoglienza
I risultati al botteghino furono eccezionali. Il film incassò in Nord America 946.000 dollari e nei mercati esteri altri 731.000 dollari, per un totale di 1.677.000. Alla fine lo studio realizzò un profitto di 571.000 dollari, frutto dell'incredibile appeal della coppia Garbo/Gilbert, mai più eguagliato in seguito.